# Carlo av Bourbon-Bägge Sicilierna
Carlo av Bourbon-Bägge Sicilierna Carlo Maria Francesco d'Assisi Pasquale Ferdinando Antonio di Padova Francesco di Paola Alfonso Andreas Avelino Tancredi, född 10 november 1870 i Gries am Brenner i Bozen, död 11 november 1949 i Sevilla, var infant av Spanien sedan 1901.

## Biografi
Carlo var son till Alfonso, greve av Caserta och Maria Antonia av Bägge Scilierna.
Han var gift 1:o i Madrid 1901 med Mercedes av Spanien (1880–1904), dotter till Alfons XII av Spanien, de fick barnen
- Alfonso, infant av Spanien (1901–1964); gift 1936 med Alice av Bourbon-Parma (1917–2017)
- Ferdinando, infant av Spanien (1903–1905)
- Isabella (1904–1985); gift i Madrid 1929 med greve Jan Zamoyski (1900–1961)

Han var gift 2:o 1907 med Louise av Bourbon-Orléans (1882–1958), dotter till Ludvig Filip, greve av Paris.
Barn:
- Carlo, infant av Spanien (1908– död i spanska inbördeskriget 1936)
- Dolores (1909–1996); gift 1:o 1937 med furst August Czartoryski (1907–1946); gift 2:o 1950 med Carlos Chias Osorio (1925– )
- Maria de las Mercedes de la Bourbon (1910–2000); gift 1935 med Juan av Bourbon, prins av Asturien (1913–1993)
- Maria (1914–2005); gift 1944 med Pedro Gastão av Orléans-Braganza (1913–2007)